# Paul S.N. Russell-Gebbett
Paul Stanley Nigel Russell-Gebbett (Bentley, districte de Babergh, Suffolk, 18 de desembre de 1926 - Colchester, 1992) fou un filòleg anglès. Estudià llengües romàniques a la universitat de Cambridge; després de graduar-se, estudià català a Barcelona. Ensenyà a les universitats de Nottingham (1949), Essex, Trinidad, Manchester i Belfast, on des del 1973 fou catedràtic i cap del departament d'espanyol.
El seu treball més celebrat és l'antologia Medieval Catalan Linguistic Texts (Oxford 1964). També en l'àmbit de la catalanística fou membre fundador de l'Anglo-Catalan Society, de la qual fou tresorer fins al 1974.
S'especialitzà també en romanès després de fer una estada d'estudis a Romania, on conegué la seva dona, Ioana Boroianu, amb qui es casà el 1978 i tingué dos fills. Ioana publicà traduccions de Marin Sorescu, en col·laboració amb Ted Hughes i Seamus Heaney.

## Obres
- Medieval Catalan Linguistic Texts (Oxford 1964)
- La expresión de las condiciones de realización imposible en el Catalán medieval a Actes du XIIIe Congrès International de linguistique et philologie romanes (1976)
- Mossen Pere Pujol's Documents en vulgar dels segles XI, XII & XIII...(Barcelona, 1913): a partial retranscription and commentary a Studies in medieval literature and languages; in memory of Frederick Whitehead (Manchester, University Press, 1973)
- Medieval Catalan literature a Spain. A Companion to Spanish Studies (1973)